# Allan
För andra betydelser, se Allan (olika betydelser).

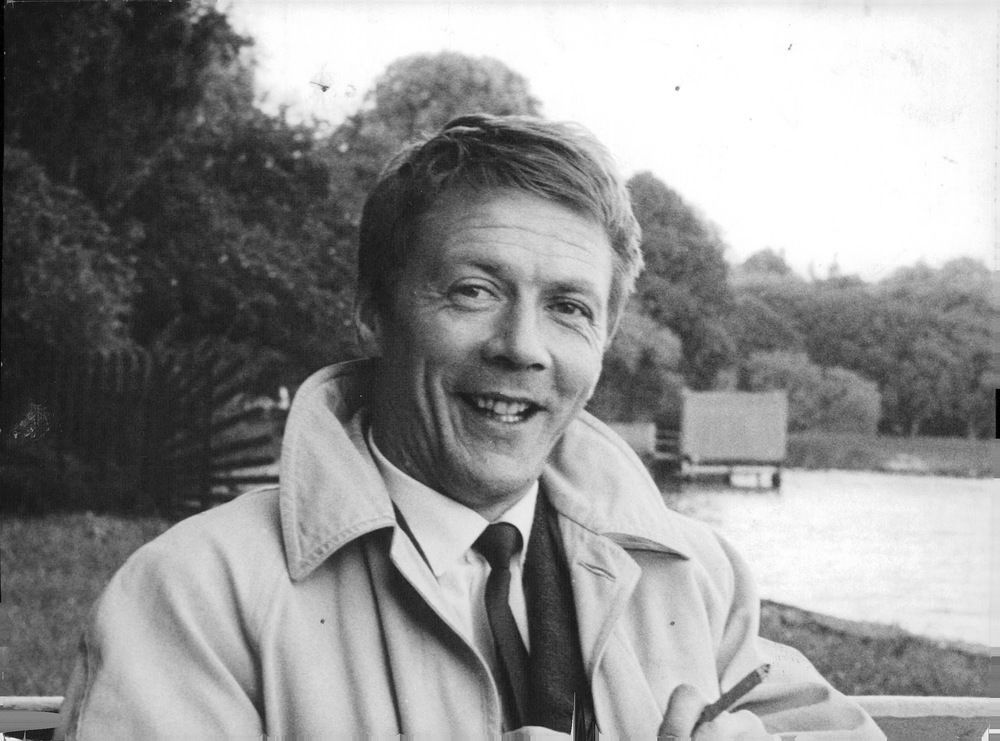
Allan Edwall, 1965'

Mansnamnet Allan är ett gammalt engelskt namn av keltiskt ursprung med oklar betydelse. Möjligtvis har det betydelsen 'den lugne' eller 'den harmoniske'. Även den engelska stavningen Alan har blivit vanlig i Sverige på senare år.
Namnet var populärt på 1920-talet då det var något av ett modenamn. I april 2006 låg namnet Allan runt plats 150 på topplistan. Den 31 december 2008 fanns det totalt 23 081 personer i Sverige med namnet, varav 4 883 med det som tilltalsnamn. År 2008 fick 29 pojkar namnet som tilltalsnamn.
Namnsdag: i Sverige 22 april. I den finlandssvenska namnsdagslängden har Allan namnsdag 7 april sedan starten 1929, då en egen namnsdagskalender togs i bruk för finlandssvenskar.

## Personer med förnamnet Allan eller Alan
- Allan Andersson (1886-1966), svensk politiker
- Allan Andersson (1904-1979), svensk konstnär och författare
- Allan Andersson (1909-1989), svensk möbelarkitekt
- Allan Bohlin, skådespelare
- Allan Carlsson, pugilist, OS-brons 1932
- Allan Clarke (sångare) (1942–), en engelsk sångare i The Hollies
- Allan Clarke (fotbollsspelare) (1946–), en engelsk fotbollsspelare
- Alan Clarke (1935–1990), en engelsk filmregissör
- Allan Edwall, skådespelare, regissör och författare
- Allan Fagerström, redaktör
- Allan Hernelius, chefredaktör, politiker (M)
- Allan Härsing, första svenska manliga sjuksköterska
- Allan Johansson, pianist, kompositör, kapellmästare och sångare
- Allan Klynne (född 1965), arkeolog, författare och översättare
- Allan Larsson, journalist, fackföreningsman, politiker (S) och ämbetsman
- Allan McNish, skotsk racerförare.
- Carl-Allan Moberg, musikforskare
- Allan Nordenstam, jurist, statsråd, överståthållare och landshövding
- Allan Pettersson, tonsättare
- Allan Schulman, finlandssvensk journalist och TV-producent
- Allan Simonsen, dansk fotbollsspelare
- Allan Svensson, skådespelare
- Allan Wells, brittisk friidrottare, OS-guld 1980
- Allan Vougt, tidningsman och politiker (S), försvarsminister 1945–1951
- Edgar Allan Poe, amerikansk poet, novellist, redaktör och litteraturkritiker
- Alan Alda, amerikansk skådespelare, manusförfattare och regissör
- Alan Ball (fotbollsspelare)
- Alan Ball (manusförfattare)
- Alan Bates, brittisk skådespelare
- Alan L. Bean, amerikansk astronaut
- Alan Brooke, brittisk militär (fältmarskalk)
- Alan Bullock, brittisk historiker
- Alan Heeger, amerikansk vetenskapsman, mottagare av Nobelpriset i fysik 2000
- Alan Jones, australisk racerförare
- Alan Ladd, amerikansk skådespelare
- Alan Jay Lerner, amerikansk text- och manusförfattare
- Alan G MacDiarmid, nyzeeländsk-amerikansk kemist, mottagare av Nobelpriset i fysik 2000
- Alan Rickman, brittisk skådespelare och regissör
- Alan Shearer, engelsk fotbollsspelare
- Alan Shepard, amerikansk astronaut
- Alan Williams, brittisk labourpolitiker

## Personer med efternamnet Allan
- Alister Allan (född 1944), brittisk sportskytt
- David Allan (1744–1796), skotsk målare
- Freya Allan (född 2001), engelsk skådespelare
- George William Allan (1822–1901), kanadensisk politiker
- James Allan (född 1979), skotsk sångare, gitarrist och låtskrivare
- Jan Allan (född 1934), jazzmusiker
- John Anthony Allan (1937–2021), engelsk professor och vattenpristagare
- Richard Allan (född 1966), brittisk politiker, liberaldemokrat
- Richard Allan (skådespelare) (1923–1999), amerikansk skådespelare
- Rune Allan (1920–2002), konstnär
- Thomas Allan (1777–1833), skotsk mineralog
- William Allan (1782–1850), skotsk målare
- Åsa Allan (född 1975), finsk geolog och gruvchef

## Fiktiva personer med namnet Allan
- Allan Karlson, huvudpersonen i Jonas Jonassons roman Hundraåringen som klev ut genom fönstret och försvann
- Allan Kämpe, seriefigur
- Alan Partridge, rollkaraktär spelad av den brittiske komikern Steve Coogan
- Allan Thompson, skurk i serierna om Tintin av Hergé.